# 熊谷直氏
熊谷 直氏（くまがい なおうじ、生年不詳 - 応安5年（1372年））は、鎌倉時代末期から南北朝時代の御家人・武将。安芸国新庄系熊谷氏の一族。男子は無く、娘が2名。通称は彦四郎。

## 生涯
熊谷直勝の次男。器量に優れ、父の直勝は直氏に惣領を継がせたかったとされる。
元弘元年/元徳3年（1331年）の元弘の乱においては、本庄系の熊谷直経より早く鎌倉幕府側として出陣し、翌年には楠木正成の籠もる千早城の攻略に向かった。元弘3年/正慶2年（1333年）2月には、千早城を攻撃し、戦闘中に右足を骨折する怪我を負い、親族の熊谷直村と家臣の西条直正も負傷した（熊谷家文書第211号）。
建武2年（1335年）、足利尊氏より後醍醐天皇の新政への挙兵を要請され、また後醍醐天皇方からも尊氏謀反の綸旨を受けたが、直氏は後醍醐天皇方に与した叔父の熊谷蓮覚らと袂を分かち、本庄熊谷氏の熊谷直経に従って行動した。そのため、安芸国守護職の武田信武らと協力し、叔父の蓮覚らの籠もる矢野城を攻撃して、蓮覚らを討ち取った。
観応2年/正平6年（1351年）12月、安芸国多治比の保内地頭職を得て、志道村、山県郡宮庄の地頭ともなった。
応安5年/文中元年（1372年）に病死したが、嫡子がなかったため、九州探題であった今川了俊の指示によって、所領は本庄熊谷氏の熊谷直明に預けられた。